# Maleficul (film)
Maleficul (titlu original: The Evil, cunoscut și sub denumirea Cry Demon sau House of Evil) este un film american de groază din 1978 regizat de Gus Trikonis. Rolurile principale au fost interpretate de actorii Richard Crenna, Joanna Pettet, Andrew Prine și Victor Buono. Filmul urmărește o echipă de soți și soții de medici care încearcă să deschidă un centru de reabilitare într-un conac construit peste o poartă către iad.

## Distribuție
- Richard Crenna - C.J. Arnold
- Joanna Pettet - Dr. Caroline Arnold
- Andrew Prine - Prof. Raymond Guy
- Cassie Yates - Mary Harper
- George O'Hanlon Jr. - Pete Brooks
- Lynne Moody - Felicia Allen
- Mary Louise Weller - Laurie Belman
- Robert Viharo - Dwight (men. ca George Viharo)
- Victor Buono - The Devil
- Milton Selzer - The Realtor
- Ed Bakey - Sam the Caretaker
- Galen Thompson - Emilio Vargas